# Коса
Коса (лат. capilli) представља скуп длака на глави човека. Животни век косе на глави варира од 2 до 4 године тако да се сва коса обнови за 6 година. Сматра се да на сваких 15 минута човек остане без једне длаке у коси. То је од 30 до 100 власи дневно што зависи од самог броја власи у коси и њене боје. Просечан човек има око 100, 000 длака на глави. Коса штити главу, самим тим и мозак од негативних утицаја споља као што су Сунце, ветар и слично. Она има и естетску улогу. Њена боја варира због односа пигмената и кисеоника, па се не могу одредити све боје и нијансе косе. Наравно, постоји основна подела на плаву, црну, смеђу и риђу боју косе. Свака боја карактеристична је за сваки континент, као и њен облик. Тако је, на пример, за афрички континент карактеристична густо локнаста црна коса, за Европу смеђе- благо заталасана коса. Власи нису једнаке дебљине свих боја косе, па ни њихов број. У зависности од дебљине саме власи и њене боје на глави може бити власи према следећој табели:
|   | Боја       | Број власи |
| 1 | Плава коса | 146.000    |
| 2 | Црна коса  | 110.000    |
| 3 | Смеђа коса | 100.000    |
| 4 | Риђа коса  | 86.000     |

Ставови према различитим облицима косе, као што су фризуре и уклањање длака, веома се разликују у различитим културама и историјским периодима, али се често користе за указивање на лична уверења или друштвени положај особе, као што су њихова старост, пол или вера.

## Преглед
Реч „коса” обично се односи на две различите структуре:
1. Део испод коже, који се налази у фоликулу(отвор у кожи из ког расте длака) назива се корен длаке(луковица). Овај орган се налази у дермису и одржава матичне ћелије, које не само да поново обнављају длаку након што испадне, већ се регрутују и за поновно оживљавање коже након ране.[3]
2. Стабло длаке је тврди нитасти део који је видљив изнад површине коже. Попречни пресек длаке може се грубо поделити на три зоне.

Влакна косе имају структуру која се састоји од неколико слојева, почевши споља:
1. кутикула, која се састоји од неколико слојева равних, танких ћелија постављених преклапајући једна другу као кровна шиндра
2. кортекс, који садржи кератинске снопове у ћелијским структурама које остају отприлике налик на штапиће
3. медула, неорганизовано и отворено подручје у центру влакана[4]

## Опис
Сваки прамен косе састоји се од медуле, кортекса и кутикуле. Унутарњи део, медула, није увек присутан и представља отворен, неструктуриран регион. Високо структурни и организовани кортекс, или други од три слоја косе, примарни је извор механичке снаге и преузимања воде. Кортекс садржи меланин, који боји влакна на основу броја, дистрибуције и типа гранула меланина. Облик фоликула одређује облик кортекса, а облик влакана повезан је с тим колико је коса равна или коврџава. Људи са равном косом имају округла влакна косе. Овална и другачије обликована влакна генерално су валовитија или коврчавија. Кјутикл је спољни омотач. Његова сложена структура клизи док коса бубри и прекривена је једноструким молекуларним слојем липида који чине да коса одбија воду. Пречник људске косе варира од 0,017 до 018 mm (0,67 до 0,71 in).. Постоји два милиона малих, цевастих жлезда и знојних жлезда које производе воденасте течности које хладе тело испаравањем. Жлезде при отвору косе производе масну секрецију која подмазује косу.
Раст косе почиње унутар фоликула длаке. Једини „живи” део косе налази се у фоликулу. Коса која је видљива је длака која не показује биохемијску активност и сматра се „мртвом”. Основа корена длаке („луковица“) садржи ћелије које производе длачицу. Друге структуре фоликула длаке укључују лојну жлезду која производи лој(масноћу) које подмазује косу и мишиће аректор пили, који су одговорни за изазивање подизања длака. Код људи са мало длака на телу, ефекат резултира најеживањем.

## Занимљивости
- Најдужа измерена влас косе има дужину од 560,27 центиметара, а мерење је извршено 8. маја 2004. године.[10]